# Liezel de Swardt
Liezel de Swardt (ur. 9 marca 1992) – południowoafrykańska lekkoatletka specjalizująca się w rzucie oszczepem.
W 2011 roku została mistrzynią Afryki juniorek. 
Rekord życiowy: 48,88 (26 marca 2010, Sasolburg). 

## Osiągnięcia
| Rok  | Impreza                     | Miejsce  | Pozycja    | Wynik |
| ---- | --------------------------- | -------- | ---------- | ----- |
| 2011 | Mistrzostwa Afryki juniorów | Gaborone | 1. miejsce | 48,28 |